# Збирач руської землі
Збирач руської землі (рос. собиратель русской земли) — історична концепція та дослідження експансійної політики Великого князівства Московського і Великого князівства Литовського. Термін можна знайти в працях кількох істориків, таких як Дмитро Іловайський («Історія Русі: Московсько-Литовська доба або збирачі Руси»), Казімєж Валішевський («Перші Романови», «Іван» Грозний») та багато інших. В історичних дослідженнях Росії концепція обґрунтовує ліквідацію політичної (феодальної) роздробленості в післязолотоординський період.